# 岐阜県道50号大垣環状線
岐阜県道50号大垣環状線（ぎふけんどう50ごう おおがきかんじょうせん）とは岐阜県大垣市内の県道（主要地方道）である。

## 概要
全線4車線化されている。起終点ともに国道21号に接続し、環状線を形成する。
起点である大垣市西部の桧町で国道21号から南下し、東海道新幹線高架を潜り、大垣市綾野から東進する。杭瀬川、養老鉄道養老線を跨ぎ、イオンモール大垣の北を通り、国道258号と交差する。大垣市古宮町から北上し、再び東海道新幹線高架を潜り、大垣市大井から東進する。大垣市小泉町より北上し、ソフトピアジャパンの東を通り、大垣市和合本町の和合インターチェンジ（終点）にて再び国道21号に接続する。

### 路線データ
- 起点：岐阜県大垣市桧町（「桧」交差点、国道21号交点・東海環状自動車道大垣西IC）
- 終点：岐阜県大垣市和合本町（和合IC、国道21号交点）
- 実延長：12.452km[1]

## 歴史
- 1970年（昭和45年）：建設が始まる。
- 1993年（平成5年）5月11日：建設省（現・国土交通省）から、県道大垣環状線が大垣環状線として主要地方道に指定される[2]。
- 1994年（平成6年）：県道50号になる。それ以前は県道233号であり、一般県道であった。
- 1997年（平成9年）：水都大橋（杭瀬川）、環状水門橋（水門川）が完成。
- 1999年（平成11年）：割田高架橋（養老鉄道養老線）が完成。
- 2004年（平成16年）：全線開通。

## 路線状況

### 重複区間
- なし
  - 2006年（平成18年）に廃止された岐阜県道224号南波大垣線とは大垣市古宮町 - 大井間で重複していた。

### 橋梁
- 水都大橋（杭瀬川）
- 割田高架橋（養老鉄道養老線）
- 環状水門橋（水門川）

## 地理

### 通過する自治体
- 岐阜県
  - 大垣市

### 交差する道路
- 東海環状自動車道：大垣西インターチェンジ（「桧」交差点、大垣市桧町）
- 国道21号岐大バイパス（「桧」交差点、大垣市桧町）
- 岐阜県道31号岐阜垂井線（「中曽根町」交差点、大垣市中曽根町）
- 岐阜県道96号大垣養老公園線（「綾野5南」交差点、大垣市綾野）
- 岐阜県道225号小倉烏江大垣線（「割田3」交差点、大垣市割田）
- 国道258号（「築捨町5」交差点、大垣市築捨町）
- 旧・岐阜県道224号南波大垣線（「公設市場西」交差点、大垣市古宮町、「大井3」交差点、大井）
- 岐阜県道18号大垣一宮線（「小泉町」交差点、大垣市小泉町）
- 岐阜県道193号大垣江南線（「長沢橋」交差点、大垣市小泉町）
- 岐阜県道31号岐阜垂井線（「上面」交差点、大垣市上面）
- 国道21号岐大バイパス（和合インターチェンジ、大垣市和合本町）

### 沿線
- 太平洋工業株式会社本社
- なかぞね保育園
- 大垣市立綾里幼保園
- 杭瀬川スポーツ公園
- イオンモール大垣
- バロー大垣南店
- 神鋼造機株式会社本社
- 大垣市武道館
- 大垣市公設地方卸売市場
- 西美濃農業協同組合本店
- アル・プラザ鶴見
- 三城公園
- バロー大垣東店
- 大垣市総合体育館
- ソフトピアジャパン